# Dionysius Beurræus
Dionysius Beurræus, född 1500-talet, död 24 maj 1567 utanför Uppsala, var en svensk läkare, riksråd och diplomat.

## Biografi
Dionysius Beurræus föddes under 1500-talet som son till Blasius Beureijs och Helene Margarethe de Perette.
Beurræus studerade vid Paris universitet. I Paris försvarade han häftigt katolicismen och förespråkade förföljelser av kättare. Ändå blev han därefter kalvinist och tvangs själv fly till Schweiz undan förföljelserna.
1543 följde han Konrad von Pyhy till Sverige, och fick anställning vid det svenska hovet som matematicus och phisicus och som lärare åt Gustav Vasas söner. Förutom språk, historia och matematik lärde han även prinsarna astrologi.
Kung Gustavs hov anlitade Beurræus flera gånger som diplomat. 1558–1561 var han svenskt sändebud i England, och det var Beurræus som förhandlade om äktenskap mellan Erik XIV och Elisabet I av England. Han adlades 1559 trots sitt misslyckande därvid, dubbades till riddare i samband med Erik XIV:s kröning den 29 juni 1561 och utsågs till riksråd 1562. Han stödde Jöran Persson i dennes strid mot adelsmännen som tillfångatagits vid riksdagen i Uppsala 1567. 
Dionysius Beurræus gifte sig med Ingeborg Haraldsdotter, vars syster Magdalena gifte sig med Olaus Canuti Helsingius, som därmed blev Dionysius Beurræus svåger. Systrarna ska ha varit döttrar till Harald Eriksson från Vällinge. Uppgifter om att Harald ska ha hört till ätten Körning som förekommer i äldre litteratur har visat sig felaktiga.
Efter Sturemorden 24 maj 1567 försökte Beurraeus lugna ned Erik XIV då denne rusade ut på landsbygden. Han blev då ihjälstungen av drabanter på kungens befallning.
Sonen Tomas Beurraeus (död 1635) blev häradshövding i Finland. Ätten Beurraeus utslocknade med den sistnämndes sonson Arvid Beurræus 1679.